# Католический университет Петера Пазманя
Католический университет Пе́тера Па́зманя (венг. Pázmány Péter Katolikus Egyetem) — негосударственный католический университет в Венгрии. Различные факультеты университета располагаются в Будапеште, Пилишчабе и Эстергоме. Университет основан в 1635 году, носит имя своего основателя, кардинала Петера Пазманя. Известен также как Пазманеум. В 2009 году университет насчитывал 736 преподавателей и 9 469 студентов. Всего за годы существования университета его закончили около 26 тысяч человек.

## История
Будапештский университет и Католический университет Петера Пазманя имеют общую историю. 12 мая 1635 года кардинал Петер Пазмань подписал указ об основании в городе Надьсомбат (совр. Трнава, Словакия) университета с двумя факультетами — свободных искусств и теологии. Впоследствии был открыт ещё ряд факультетов. В 1777 году университет из Трнавы был переведён в Буду, а в 1784 году — в Пешт. До 1844 года преподавание в университете велось на латинском языке. С 1895 года в университете получили возможность обучаться и женщины. В 1950 году факультет теологии был выделен в Католический университет имени Петера Пазманя, прочие факультеты остались в составе Будапештского университета.
До 1992 года университет Петера Пазманя состоял только из факультета теологии, прочие факультеты Пазманеума были основаны в конце XX — начале XXI века. Факультет гуманитарных наук открыт в 1992 году, факультет права и политических дисциплин в 1995, факультет информационных технологий в 1998. В 2008 году в состав университета в качестве факультета педагогики был включён основанный в 1842 году педагогический колледж Яноша Витеза.

## Структура
Католический институт Петера Пазманя включает в себя 5 факультетов, институт канонического права, несколько лабораторий и исследовательских центров.
- Факультет теологии (Будапешт)
- Факультет гуманитарных наук (Пилишчаба). Здания факультета построены в 90-х годах XX века на месте бывших бараков Советской армии в оригинальном современном стиле. Архитектор — Имре Маковец.
- Факультет права и политических дисциплин (Будапешт)
- Факультет информационных технологий (Будапешт)
- Факультет педагогики имени Яноша Витеза (Эстергом)

Институт канонического права предназначен для аспирантов — выпускников университета. Основан в 1996 году декретом Святого Престола. Расположен в Будапеште.
Ректор университета — доктор Саболч Суроми, президент — примас Венгрии, кардинал Петер Эрдё.